# Dürrenberg (Hahnenkamm)

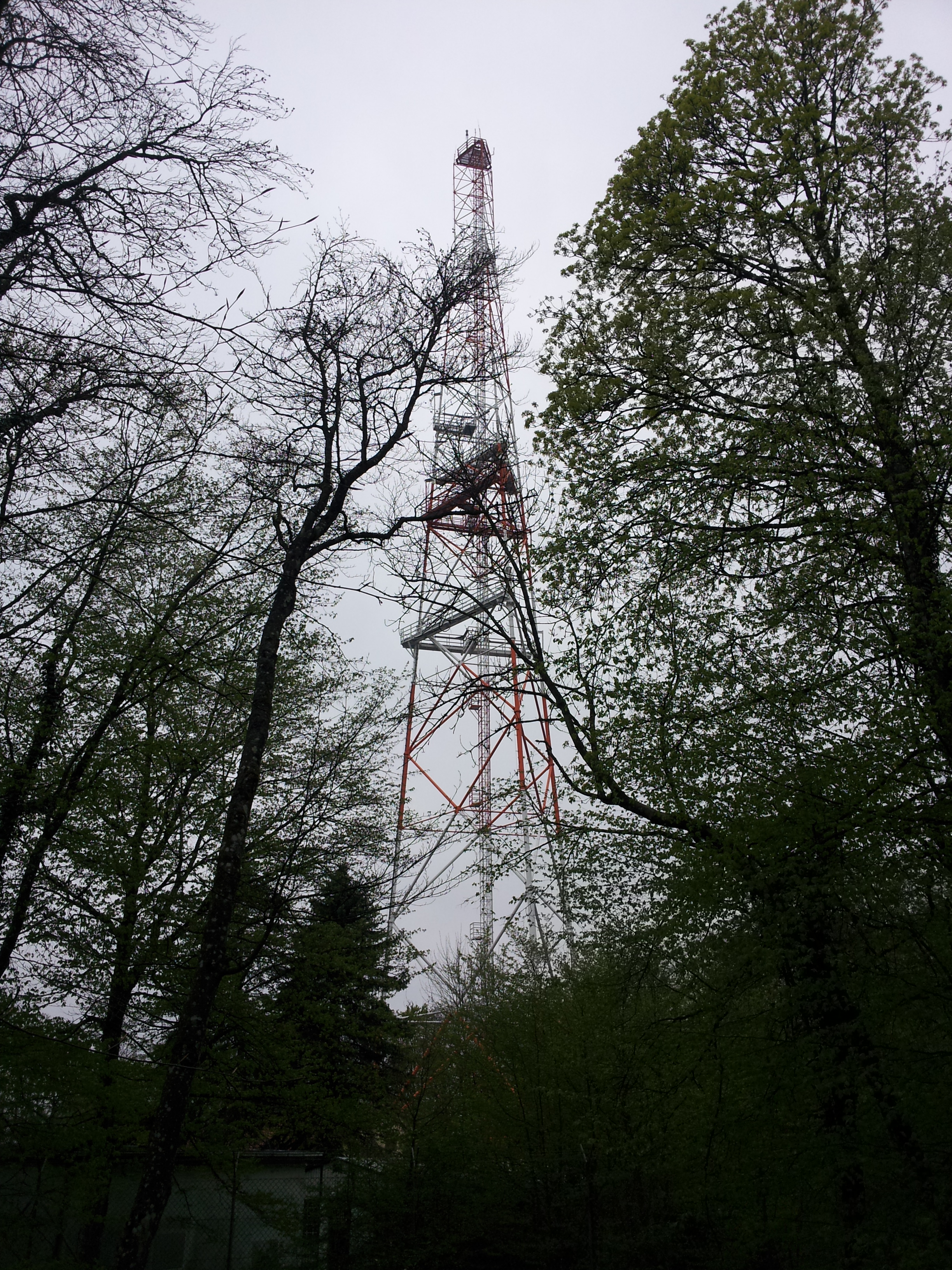
Sendeturm auf dem Dürrenberg

Der Dürrenberg bei Heidenheim in Bayern ist ein 656,4 m ü. NHN hoher Berg des Mittelgebirges Fränkische Alb im Südwesten des Teil-Höhenzuges Hahnenkamm. Er ist die höchste Erhebung der Frankenalb, des Hahnenkamms und des Landkreises Weißenburg-Gunzenhausen sowie nach dem Hesselberg die zweithöchste Erhebung Mittelfrankens.

## Geographie

### Lage
Der teils bewaldete Dürrenberg liegt im Naturpark Altmühltal im Nordwesten des Hahnenkamms. Sein Gipfel erhebt sich 1,5 km östlich von Heidenheim, 2,4 km südwestlich von Kurzenaltheim, 2,1 km westlich von Wolfsbronn und 2,3 km nordnordwestlich von Degersheim (jeweils Luftlinie). In Richtung Süden leitet die Landschaft zum 1,4 km entfernten Hörlesbuck (634,7 m) über. Im Norden erhebt sich der Gelbe Berg, im Südosten der Gemeindeberg, im Nordwesten der Spielberg und der Hagbuck. Jenseits der Rohrach, westlich des Dürrenbergs, erheben sich der Rechenberg und der Heidenheimer Buck. Östlich des Gipfels verläuft die Grenze zur Gemeinde Meinheim.
Auf der Nordostflanke des Dürrenbergs befindet sich auf rund 610 m Höhe das Denkmal Steinerner Mann. Unterhalb davon liegt auf 532 m Höhe ein Geotop entlang eines Bachlaufes, wo sich auf rund 100 m Länge mehrere gut erhaltene kleine Sinterbecken aus Kalk- und Sandstein gebildet haben. Auf der Nordflanke befindet sich die Quelle des Altmühl-Zuflusses Meinheimer Mühlbach, der im Osten in das bergnahe Altmühltal einfließt, und auf der Ostflanke entspringt dessen Zufluss Wolfsbronner Mühlbach. Etwa 1,6 km südöstlich des Gipfels liegt an einem Steilabfall von 550 auf 495 m das Geotop Steinerne Rinne bei Wolfsbronn.

### Naturräumliche Zuordnung
Der Dürrenberg gehört in der naturräumlichen Haupteinheitengruppe Fränkische Alb (Nr. 08), in der Haupteinheit Südliche Frankenalb (082) und in der Untereinheit Altmühlalb (082.2) zum Naturraum Hahnenkammalb (082.20), wobei seine Landschaft nach Westen über Norden bis Osten in der Haupteinheitengruppe Fränkisches Keuper-Lias-Land (Nr. 11), in der Haupteinheit Vorland der Südlichen Frankenalb (110) und in der Untereinheit Hahnenkamm-Vorland (110.2) in den Naturraum Hahnenkamm-Vorberge (110.21) abfällt.

## Schutzgebiete
Bis auf die Flanken des Dürrenbergs ziehen sich Teile des Landschaftsschutzgebiets Schutzzone im Naturpark Altmühltal (CDDA-Nr. 396115; 1995 ausgewiesen; 1.632,96 km² groß). Abgesehen von einem Bereich seiner gipfelnahen Hochlagen liegen dort auch solche des Fauna-Flora-Habitat-Gebiets Trauf der südlichen Frankenalb (FFH-Nr. 6833-371; 43,24 km²).

## Geschichte
Das Gebiet um den Dürrenberg und auf seinen Flanken ist seit langem bewohnt, was ein Steingebäude, eine Wegtrasse aus der Frühgeschichte und der mittelalterliche Burgstall Buschel beweisen.

## Einrichtungen
Etwas westlich vom Gipfel des Dürrenbergs steht ein Sendeturm. Auf der Nordwestflanke des Bergs befand sich früher die Hahnenkamm-Kaserne, eine zur Stärkung der dortigen Wirtschaft in den 1970er Jahren entstandene Kaserne der Bundeswehr, die im Zuge der Bundeswehrreform 2003 geschlossen wurde.

## Verkehr und Wandern
Westlich vorbei am Dürrenberg führt durch Heidenheim die Staatsstraße 2218, von der nordwestlich der Ortschaft die Staatsstraße 2384 abzweigt. Letztere verläuft über die nordwestlichen Hochlagen des Berges überwiegend nach Osten zur nordöstlich vorbei an Meinheim führenden Staatsstraße 2230. Von dort führt die Kreisstraße WUG 34 vorbei an Wolfsbronn südwestwärts nach Degersheim, wo sie auf die über den Hörlesbuck nach Heidenheim verlaufende St 2218 trifft. Somit kann der Berg umfahren werden. Zum Beispiel an diesen Straßen beginnend kann dieser auf zuletzt meist Waldwegen und -pfaden erwandert werden. Westlich bis südwestlich vorbei am Berg führt unter anderem durch Heidenheim der Europäische Fernwanderweg E8.